# Encantos del Perú
Encantos del Perú es un programa folklórico y de ayuda social transmitido por la cadena Panamericana Televisión. Es conducido por la comunicadora y cantante, Lesly Cabello.
El programa es emitido todos los fines de semana, y está dedicado fundamentalmente a la motivación cultural, música, danza, costumbres y tradiciones del Perú.

## Historia
El programa se lanzó al aire el 1 de julio de 2006 por la señal de TV Perú bajo la conducción de Lesly Cabello y la producción de Wilber del Castillo. Sin embargo, en el año 2007 el programa se muda a Panamericana Televisión, durante la administración judicial de Genaro Delgado Parker. A raíz del cambio de administración a mediados de 2009, el programa se relanza con un nuevo logo, transmitiéndose diariamente desde distintas plazas y parques zonales en Lima y ciudades del interior del país.
En febrero de 2019, la conductora del programa Lesly Cabello y su equipo de producción se salvaron de morir, luego de caer de un acantilado, mientras viajaban a la ciudad de Huancavelica para realizar un reportaje como parte del programa.
A fines de 2020, la conductora Lesly Cabello anunció en su programa su postulación a las elecciones parlamentarias de 2021 a través del partido político Podemos Perú. La comunicadora realizó distintas propuestas en favor de los afectados por la pandemia del covid-19, la reactivación del turismo y la preservación cultural.
El espacio televisivo ha tenido a lo largo de los años grandes protagonistas del ambiente folclórico nacional, quienes han gozado de gran popularidad como Dina Páucar, Sonia Morales, Abencia Meza, Wilma Contreras, Anita Santiváñez, Rosita de Espinar, Fresialinda, Marisol Cavero, Max Castro, Robert Pacheco, Raúl Arquínigo, Chinito del Ande, Sósimo Sacramento, Delia Chávez, Deyvis Orosco, entre otros.

## Conductores
- Lesly Cabello (2006-presente)
- Wilber del Castillo (esporádico) (2008-presente)